# Cheumatopsyche camena
Cheumatopsyche camena är en nattsländeart som beskrevs av Malicky 1997. Cheumatopsyche camena ingår i släktet Cheumatopsyche och familjen ryssjenattsländor. Inga underarter finns listade i Catalogue of Life.